# 李泰鎭
李 泰鎭（イ・テジン、이태진、Yi Tae-jin、1943年 - ）は、大韓民国の歴史学者。ソウル大学校人文学部国史学科教授。専門は韓国近代史。

## 来歴
- 1943年 慶尚北道迎日（ヨンイル）郡 （現在の浦項市）生まれ
- 1969年 ソウル大学校大学院 史学科 韓国史専攻（修士）
- 1969年から1972年まで 陸軍士官学校 教授部の史学科教官
- 1977年 ソウル大学校人文大学国史学科の専任講師 として着任
- 1992年 ソウル大学校国史学科の学科長
- 1999年より2年間、韓国18世紀学会の会長
- 1999年より 韓国産業技術史学会 副会長
- 2003年より半年間、アメリカのハーバード大学 東アジア学科でvisiting professorとして講義を担当
- 2003年より2年間、韓国歴史学会の会長
- 2003年より国史編纂委員会の委員をつとめる。
- 2010年より国史編纂委員会の委員長をつとめている。

## 主な著作
単独著作（以下、韓国語の書籍）
- 朝鮮後期の政治と軍営制発達（1985年）
- 韓国社会史研究（1986年）
- 朝鮮儒教社会史論（1989年）（日本語訳「朝鮮王朝社会と儒教」-法政大学出版局 2000年）
- 王朝の遺産（知識産業社、1994年）
- 高宗時代の再照明（2000年）
- 医術と人口 そして農業技術（2002年）

編著
- 朝鮮時代政治史 再照明（1985年）
- 日本の大韓帝国強占（1995年）
- 韓国併合、成立してはいなかった（2001年）
- 韓国併合の不法性研究（2003年）

共著
- 韓国文化史 朝鮮前期（1984年）
- 韓国社会発展史論（1992年）
- ソウル商業史（2000年）

## その他
- 韓国の歴史学会の重鎮であり、経済学史学派を主体とするニューライトとの間に論争が絶えない。
- 東京大学で2001年11月と2004年06月に講義を行っている。
- 2010年4月、韓国強制併合100年共同行動のシンポジウムに参加するため来日。「日韓併合が正当化された結果、多くの歴史が歪曲されている。この状態では真の和解はなされない。東アジアの平和のためにも、過去の問題ではなく、われわれの未来の問題としてとらえるべきだ」と呼び掛けてた。
- 在日韓人歴史資料館（姜徳相館長）開設5周年を記念してのシンポジウムに参加。日韓併合条約について「純宗皇帝の名での署名偽造も行われていた」という持論を展開し、日韓併合が不法だったと主張した[1]。